# Phomopsis digitalis
Phomopsis digitalis är en svampart som beskrevs av D. Hawksw. & Punith. 1973. Phomopsis digitalis ingår i släktet Phomopsis och familjen Diaporthaceae.   Inga underarter finns listade i Catalogue of Life.